# 伊東四十八城
伊東四十八城（いとうしじゅうはちじょう）は、現在の宮崎県にあたる日向国の戦国大名・伊東義祐およびその後継である伊東義益の、日向伊東氏最盛期における支配域内に存在した48の外城及び砦の名数。伊東氏48塁とも呼称される。

## 概要
伊東義祐が当主である頃は佐土原城を、義益が当主である頃は都於郡城を本城として、支配域内に複数の外城・砦が存在した。伊東氏家臣・落合兼朝が記した『日向記』の「分国中城主揃事」にみえる48城が「伊東四十八城」に数えられている（『宮崎県史』に一覧が掲載されている）。
後に島津氏による侵略により一時的に奪われるが、豊臣秀吉の島津氏に対する九州平定で島津氏は日向から放逐され、宮崎郡などの城は、九州平定軍の先導役として功績を挙げた伊東氏（伊東祐兵）に回復されて飫肥藩領となる。残りは延岡藩、高鍋藩、佐土原藩、薩摩藩の領地などになる。
一国一城令により、藩庁になっていた飫肥城、高鍋城（初め財部城）、佐土原城以外は廃城となるが、飫肥藩では清武地頭、酒谷地頭、南郷地頭などという具合に城主（城代）職は地頭として存続した地域もある。

## 本城及び四十八城
以下に日向5郡別に城名を列記し、現所在地及び当時の城主も記述する。
| 郡名   | 城名       | 現 所在地 | 現 所在地 | 城主                               |
| ------ | ---------- | --------- | --------- | ---------------------------------- |
| 那珂郡 | 佐土原城   | 宮崎市    | 佐土原町  | 伊東義祐。その隠居後は佐土原摂津守 |
| 那珂郡 | 那珂城     | 宮崎市    | 佐土原町  | 郡司弥六左衛門尉                   |
| 那珂郡 | 紫波洲崎城 | 宮崎市    | 折生迫    | 川崎上総府                         |
| 児湯郡 | 都於郡城   | 西都市    | 都於郡    | 伊東義益                           |
| 児湯郡 | 平野城     | 西都市    | 平郡      | 米良民部少輔                       |
| 児湯郡 | 三納城     | 西都市    | 三納      | 飯田肥前守                         |
| 児湯郡 | 穂北城     | 西都市    | 穂北      | 長倉藤七                           |
| 児湯郡 | 富田城     | 児湯郡    | 新富町    | 湯地五郎九郎                       |
| 児湯郡 | 財部城     | 児湯郡    | 高鍋町    | 落合民部少輔                       |
| 児湯郡 | 高城       | 児湯郡    | 木城町    | 野村蔵人佐                         |
| 児湯郡 | 新納石城   | 児湯郡    | 木城町    | 長友源三郎                         |
| 宮崎郡 | 宮崎城     | 宮崎市    | 池内町    | 肥田木勘解由左衛門尉               |
| 宮崎郡 | 石塚城     | 宮崎市    | 浮田      | 平賀刑部少輔                       |
| 宮崎郡 | 曽井城     | 宮崎市    | 恒久      | 八代民部左衛門尉                   |
| 宮崎郡 | 清武城     | 宮崎市    | 清武町    | 長倉伴九郎、上別府宮内少輔         |
| 宮崎郡 | 田野城     | 宮崎市    | 田野町    | 長倉河内守                         |
| 宮崎郡 | 瀬平城     | 日南市    | 富土      | 上別府常陸守                       |
| 宮崎郡 | 飫肥城     | 日南市    | 飫肥      | 伊東祐兵                           |
| 宮崎郡 | 酒谷城     | 日南市    | 酒谷乙    | 長倉淡路守                         |
| 宮崎郡 | 目井城     | 日南市    | 南郷町    | 川崎駿河守                         |
| 諸県郡 | 倉岡城     | 宮崎市    | 糸原      | 野村隠岐守                         |
| 諸県郡 | 穆佐城     | 宮崎市    | 高岡町    | 落合兵部少輔                       |
| 諸県郡 | 飯田城     | 宮崎市    | 高岡町    | 河崎治部大輔                       |
| 諸県郡 | 内山城     | 宮崎市    | 高岡町    | 野村刑部少輔                       |
| 諸県郡 | 木脇城     | 東諸県郡  | 国富町    | 福永民部四郎                       |
| 諸県郡 | 本庄城     | 東諸県郡  | 国富町    | 河崎兵部丞                         |
| 諸県郡 | 八代城     | 東諸県郡  | 国富町    | 伊東新三郎                         |
| 諸県郡 | 守永城     | 東諸県郡  | 国富町    | 内田四郎左衛門尉                   |
| 諸県郡 | 綾城       | 東諸県郡  | 綾町      | 佐土原遠江守                       |
| 諸県郡 | 漆野城     | 小林市    | 野尻町    | 漆野志摩介                         |
| 諸県郡 | 紙屋城     | 小林市    | 野尻町    | 米良主税助                         |
| 諸県郡 | 戸崎城     | 小林市    | 野尻町    | 肥田木四郎左衛門尉                 |
| 諸県郡 | 野尻城     | 小林市    | 野尻町    | 福永丹波守                         |
| 諸県郡 | 三ツ山城   | 小林市    | 細野      | 平良彦十郎                         |
| 諸県郡 | 野首城     | 小林市    | 東方      | 米良筑後守。その戦死後は新納伊豆守 |
| 諸県郡 | 那佐木城   | 小林市    | 須木      | 肥田木三郎兵衛                     |
| 諸県郡 | 須木城     | 小林市    | 須木      | 米良長門守                         |
| 諸県郡 | 高原城     | 西諸県郡  | 高原町    | 福永源左衛門尉                     |
| 臼杵郡 | 塩見城     | 日向市    | 塩見      | 右松四郎左衛門尉                   |
| 臼杵郡 | 日知屋城   | 日向市    | 日知屋    | 福永新十郎                         |
| 臼杵郡 | 山陰城     | 日向市    | 東郷町    | 米良喜内                           |
| 臼杵郡 | 坪谷城     | 日向市    | 東郷町    | 米良休助                           |
| 臼杵郡 | 門川城     | 東臼杵郡  | 門川町    | 米良四郎右衛門尉                   |
| 臼杵郡 | 水志谷城   | 東臼杵郡  | 美郷町    | 奈須九右衛門尉                     |
| 臼杵郡 | 神門城     | 東臼杵郡  | 美郷町    | 小崎右近将監                       |
| 臼杵郡 | 雄八重城   | 東臼杵郡  | 美郷町    | 米良分左衛門尉                     |
| 臼杵郡 | 田代城     | 東臼杵郡  | 美郷町    | 箟尾彦三郎                         |
| 臼杵郡 | 入下城     | 東臼杵郡  | 美郷町    | 入下弥四郎                         |
| 臼杵郡 | 高知尾城   | 西臼杵郡  | 高千穂町  | 三田井惟政                         |